# Goran Brašnić
Goran Brašnić (sinh ngày 26 tháng 9 năm 1973 ở Gradačac) là một cầu thủ bóng đá người Bosnia và Hercegovina hiện đang chơi cho Sông Lam Nghệ An ở V-League.

## Sự nghiệp
Brasnic rời Troglav Livno vào mùa hè 2002 do đội bóng bị xuống hạng và gia nhập đội bóng mới lên hạng Žepče. Anh chơi ở giải vô địch quốc gia cho tới khi được Inter Zaprešić ký hợp đồng vào mùa giải 2005-06. Anh chuyển tới Sông Lam Nghệ An ở V-League vào đầu mùa giải 2009-2010 và trở thành thủ môn chính thức của đội bóng này.

### Sự nghiệp thi đấu quốc tế
Anh được triệu tập vào đội tuyển quốc gia vào tháng 9 năm 2003 ở tuổi 29. Anh có lần triệu tập thứ 2 vào tháng 2 năm 2004, và được ra sân ở phút 85 thay thủ môn Almir Tolja.